# 畢嵐
畢嵐（2世纪—189年），東漢宦官，十常侍之一。

## 生平
早年經歷不詳，在漢靈帝時期位居中常侍，封侯貴寵，中平三年(186年)任掖庭令，掌管後宮事務。靈帝曾命畢嵐鑄銅人於門外轉水入宮，又建翻車（龍骨水車）灌水到南北郊區，此為中國最早的灌水系統。靈帝又命畢嵐鑄四道錢，但結果引起人民不滿。

### 逝世
中平六年(189年)，大將軍何進陰謀誅殺宦官，於是前往長樂宮晉見何太后，請求誅殺宦官。張讓得知消息後，讓段珪、畢嵐領兵埋伏於宮內，且在何進出宮之後假借何太后有事召見何進，等何進再度入宮，便趁機斬殺何進。後來袁紹入宮誅殺宦官，畢嵐死於此次變亂之中。